# 孫繼先 (嘉靖進士)
孫繼先（1494年—？），字孝卿，號慎齋，山西平陽府解州安邑縣人，軍籍，明朝政治人物。

## 生平
正德十四年（1519年）己卯科山西鄉試第五十五名舉人，嘉靖十一年（1532年）中式壬辰科會試第二百七十七名，三甲第九十名進士。刑部觀政，授高陽縣知縣，十二年（1533年）調咸寧縣知縣。再調雄县。

## 家族
曾祖孫鐸；祖父孫澄；父孫巍，母馬氏。永感下。兄孫學先、孫承先，弟孫孝先。